# آرثر توبين
آرثر توبين هو محامي وسياسي أمريكي، ولد في 22 مايو 1930. انتخب عضو مجلس نواب ماساتشوستس ‏.